# Йеродякон
Йеродякон (от гръцки ἱερο- – свещен и διάκονος – служител), е монах, който е ръкоположен в първата степен на църковната йерархия – дяконската. Йеродяконите получават отличие архидякони, т.е. началници на дяконите. 
Обръщението към архидяконите, йеродяконите и монасите според източноправославното християнство е "Ваше Преподобие" .
През 1859 г. пловдивският митрополит Паисий ръкополага българския национален герой Васил Левски за йеродякон в църквата „Света Богородица“ в Карлово, откъдето идва и званието му „дякон“.